# Leptotyphlops macrurus
Leptotyphlops macrurus este o specie de șerpi din genul Leptotyphlops, familia Leptotyphlopidae, descrisă de Boulenger 1899. Conform Catalogue of Life specia Leptotyphlops macrurus nu are subspecii cunoscute.